# ابیض سیدی شیخ
ابیض سیدی شیخ (به عربی: الأبیض سیدی الشیخ) یک شهرستان الجزایر در الجزایر است که در ناحیه ابیض سیدی شیخ واقع شده‌است. ابیض سیدی شیخ ۳۲٬۳۰۰ نفر جمعیت دارد.